# Монтезофио (Пезаро и Урбино)
Монтезофио је насеље у Италији у округу Пезаро и Урбино, региону Марке.
Према процени из 2011. у насељу је живело 108 становника. Насеље се налази на надморској висини од 490 м.